# Rosopajnik
Rosopajnik – wieś w Chorwacji, w żupanii karlowackiej, w gminie Netretić. W 2011 roku liczyła 20 mieszkańców.